# Архітектурні обломи

Архітектурні обломи

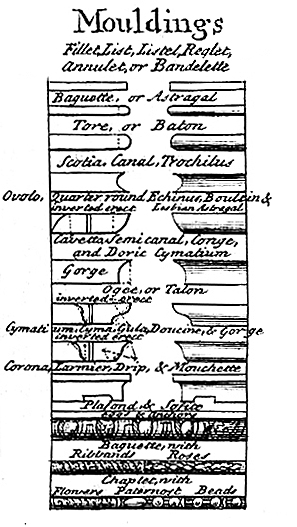

Архітекту́рні обло́ми — профілі поперечних розрізів пластичних архітектурних деталей — гуртів, які є складовими елементами архітектурних колонних ордерів чи самостійним декором.

## Види
Класичні архітектурні обломи поділяються на прямолінійні та криволінійні:
До прямолінійних архітектурних обломів належать полиця та пілка (прямокутні або трапеційні виступи) і плінт (прямокутна база колони або виступ стіни).
Криволінійні архітектурні обломи, в свою чергу, поділяються на прості (окреслені з одного центра) і складні (окреслені з двох центрів).
До простих архітектурних обломів належать вал, валик та чвертний вал (опукла половина або чверть кола) й викружка (вгнута чверть кола).
До складних архітектурних обломів належать: доричний кіматій, або «гусьок» (сполука опуклої нижньої та вгнутої верхньої дуг з однаковими радіусами), іонічний кіматій, або «каблучок» (сполука вгнутої нижньої та опуклої верхньої дуг із різними радіусами). Сполука полиці з валиком утворює астрагал.
Класичні архітектурні обломи створено в Стародавній Греції як складові частини карнизів, капітелей, колон, баз та інших елементів архітектурних ордерів.
У добу Відродження старогрецькі архітектурні обломи теоретично обґрунтовано й широко застосовано в архітектурі європейських країн. Класичні архітектурні обломи творчо використовувано в російській та українській архітектурі минулого особливо в класицизмі (2-а пол. XVIII—1-а пол. XIX ст.), а також у радянській архітектурі.